# Alessandro Grandoni
Pour les articles homonymes, voir Grandoni.
Alessandro Grandoni (né le 22 juillet 1977 à Terni, dans la Province de Terni en Ombrie) est un footballeur italien évoluant au poste de défenseur.

## Biographie
Ce joueur, formé dans le club de sa ville natale, se révèle au sein de l'effectif de la Lazio Rome. Puis il poursuit son chemin à la Sampdoria durant cinq saisons, entrecoupées néanmoins de deux prêts (au Torino FC tout d'abord, puis au Modène FC par la suite).
Le joueur, défenseur central de prédilection mais capable de jouer également en tant que latéral droit, fait ensuite le bonheur de l'AS Livourne durant cinq ans où il est même capitaine. Lors du mercato estival 2009, il est sur le point de rejoindre le Parme FC dans un échange avec Alessandro Budel, mais ce transfert capote. Finalement, il rejoint le club de Gallipoli Calcio (club tout juste promu en Serie B) dans les derniers instants du mercato.

## Palmarès
- Vainqueur de la Coupe d'Italie en 1998 avec la Lazio Rome
- Champion d'Europe des moins de 21 ans en 2000